# Jerada
Jerada (en berbère : Jrada, ⵊⵔⴰⴷⴰ, arabe : جْرادة) est une commune et une ville — municipalité — du Maroc, chef-lieu de la province de Jerada, dans la région de l'Oriental.
Cette ville aux couleurs rouge-brique s'est développée avec l'exploitation de la houille (charbon) à partir de la fin des années 1920.

## Géographie
Jerada, située à une soixantaine de kilomètres au sud d'Oujda connait des vagues de froid intense en hiver et connait des températures élevées en été.
La ville est connue comme ex-cité minière productrice de charbon et pour ses luttes syndicales dans le pays. La qualité de son charbon (anthracite) était réputée parmi les meilleures au monde[réf. nécessaire]. La mine a dû fermer ses portes en 1998, car le coût d'extraction devenait de plus en plus insoutenable face au cours international. La mine comptait alors 9000 ouvriers. Après la fermeture officielle de la mine, des centaines d'ouvrier ont continué à descendre dans des puits pour récupérer du charbon et le vendre aux négociants locaux, dits "barons" sui ont des permis de commercialisation. 2000 environ de ces puits clandestins (sur environ 3500 au total) ont été fermés en 2018 après des protestations ayant suivi la mort de deux mineurs dans l'un de ces puits. Les autres 1 500 puits environ devraient être fermés en 2019. En 2018, 26 « permis d'exploitation à titre exceptionnel" avaient été donnés  à des "jeunes de la région qui se sont regroupés dans des coopératives avec le soutien des autorités ».

## Histoire
Sa date de naissance remonte à 1927, pendant le protectorat français au Maroc. La population est faite de migrants de différentes régions du Maroc, fortement attachés à leur terre d'origine. Progressivement, il s'est créé une population stable, unie par un même mode de vie et dont l'appartenance véritable devient le milieu ouvrier du centre minier. À travers le temps, le travail des hommes a donc donné naissance à un véritable centre industriel qui a créé sa propre collectivité dont il prend en charge tous les problèmes d'intérêt général. Les anciens ouvriers se sont fixés définitivement à Jérada. Elle s'est consolidée à la génération suivante avec les enfants qui sont nés et qui ont grandi dans ce milieu et ignorent celui de leurs parents.
Le 7 juin 1948, un pogrom anti-juif dans la ville fait 39 morts et 30 blessés. Ces émeutes antisémites firent également des victimes dans la ville voisine d'Oujda.
Après la guerre, la ville extrait 350 000 tonnes de charbon par an. Sa population atteint 60 000 âmes.
Estimées trop couteuses, les mines de charbon ferment en 1990, laissant sans emploi 9 000 ouvriers. Depuis, près d'un millier de mineurs s'aventurent dans les mines désaffectées. De 1998 à 2019, 44 mineurs ont perdu la vie dans les mines désaffectées. Depuis décembre 2017, Jerada est le théâtre de manifestations et de multiples démonstrations de rue contre les inégalités sociales au Maroc et la marginalisation de la ville et de sa région, une situation revenue au calme en 2018.

## Démographie
De 1994 à 2004, la population de Jerada est passée de 59 367 à 43 916 habitants. En 2014, elle en comportait 43 506.

### Sport
Au niveau du sport, Jérada a vue la création de son 1er club sportif dans les annèes 1930 dont son équipe de football avait participé en Botola sous l'ère de la LMFA.

Voir : 